# Dilkea nitens
Dilkea nitens är en passionsblomsväxtart som beskrevs av Feuillet. Dilkea nitens ingår i släktet Dilkea och familjen passionsblomsväxter. Inga underarter finns listade i Catalogue of Life.

## Bildgalleri

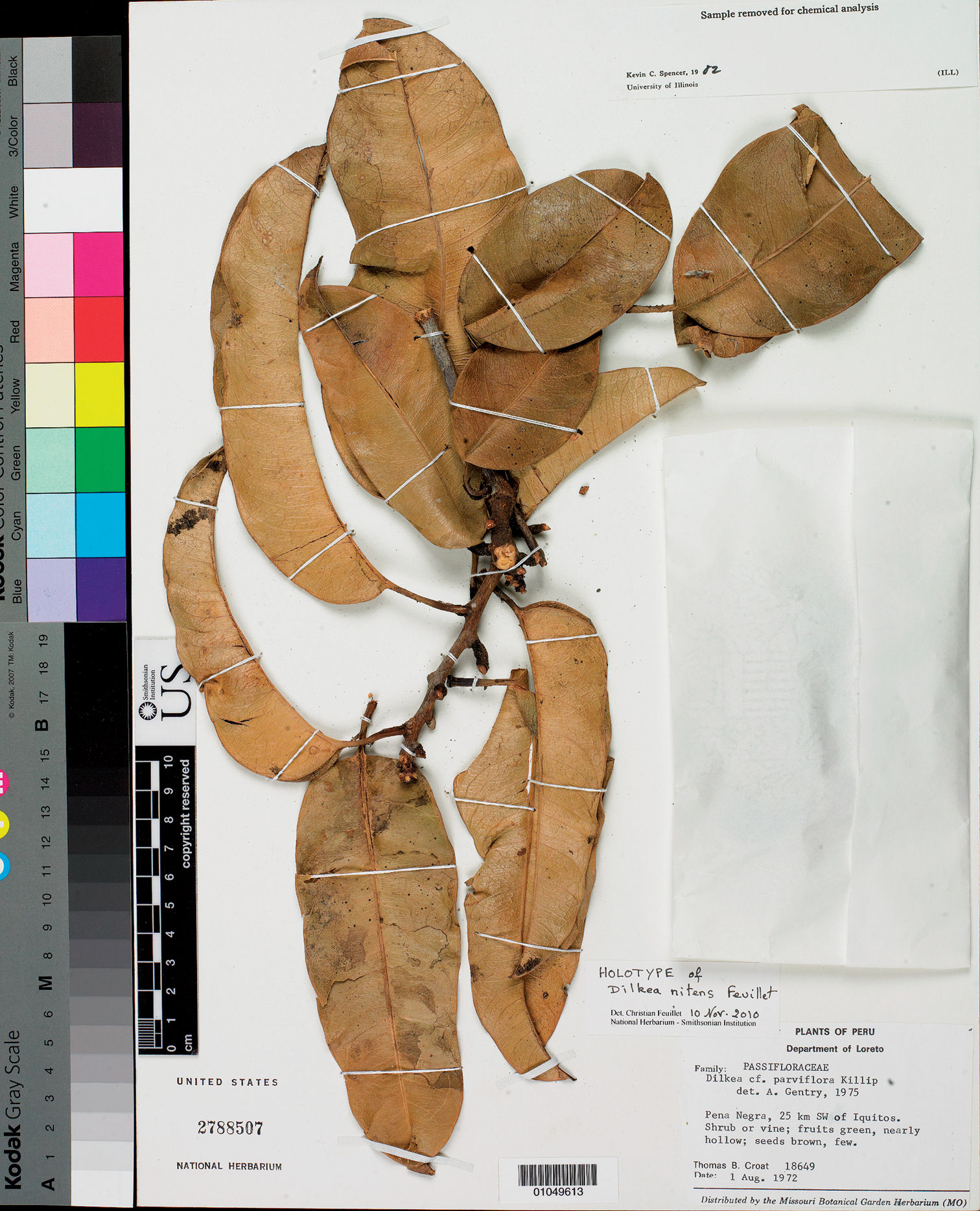